# Арапоаул
Арапоаул — покинутый аул в Чеберлоевском районе Чеченской Республики.

## География
Аул расположен на берегу реки Нежилойахк, к востоку от районного центра Шаро-Аргун.
Ближайшие населённые пункты: на северо-западе — бывшие аулы Багинаул, Джубикаул и Газиаул, на северо-востоке — бывший аул Париаул, на юго-востоке — бывшие аулы Мамонаул и Тушикаул, на юго-западе — бывший аул Чуреймохк.